# Tor Ivar Andersson

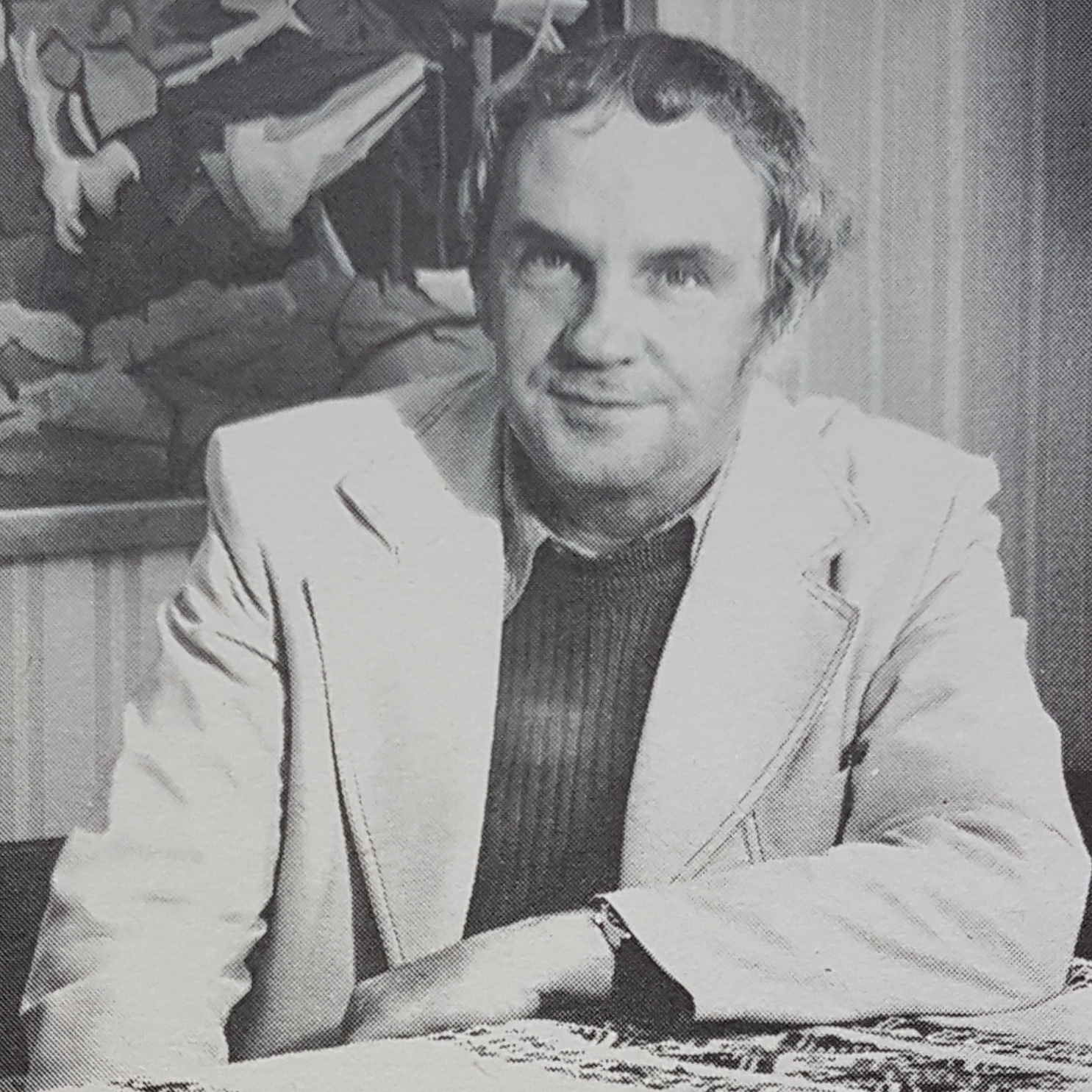
Tor Ivar Andersson

Tor Ivar Andersson, född 5 februari 1921 i Göteborg, död 20 januari 1993 i Sunne, var en svensk målare och tecknare.
Andersson studerade vid Slöjdföreningens skola, och vid Valands målarskola för Nils Nilsson. Separat ställde han ut på bland annat Värmlands museum 1955, Galleri Gripen i Karlstad 1973, Galleri Tre Trappor i Kristinehamn 1979, Galleri Christinae i Göteborg och på Gamla stadshuset i Norrköping 1953. Han har medverkade i årliga utställningar med Grupp Nordvärmland 1960–1971, i utställningen Värmländska tecknare på Sparbanken i Karlstad, 4 värmlänningar på Köpings museum samt med Värmlands konstförenings höstsalonger på Värmlands museum. Bland hans offentliga arbeten märks dekorationer för Hotell Björnidet i Torsby och Skacksjö kapell i Östra Ämtervik. Hans konst består av realistiskt arkitektoniskt uppbyggda landskapsskildringar, interiörer och stadsbilder.  
Han tilldelades Sunne kommuns kulturstipendium 1968 och Värmlands konstförenings stipendium 1980.  
Andersson är representerad vid Värmlands museum, Göteborgs historiska museum, Statens konstråd, Göteborgs konstnämnd, Värmlands läns landsting, Karlstad kommun, Hammarö kommun, Sunne kommun och Torsby kommun.
En minnesutställning med Anderssons konst visades 1999 av Nedre Fryksdals konstförening. Tor Ivar Andersson är begravd på Gamla kyrkogården i Sunne.